# Váci egyházmegye
A Váci egyházmegye (Dioecesis Vaciensis) a római katolikus egyház egyik magyarországi egyházmegyéje, mely Nógrád vármegye és Pest vármegye Dunától keletre eső része mellett Hatvan és Szolnok környékét foglalja magába. Az egyházmegye püspöki székhelye Vác városban van, jelenlegi határait 1993. május 31-én II. János Pál pápa a Hungarorum Gens kezdetű apostoli konstitúciójában határozta meg. Védőszentjei Szent Mihály arkangyal és Szent István király. Katedrálisa a váci Nagyboldogasszony-székesegyház.
Szent István király alapította 1009 után; határai 1993-ig lényegében változatlanok maradtak. A török hódoltság idején működése megnehezült, utána hosszú ideig tartott a plébániai rendszer helyreállítása. A 18. század második felében épült fel a mai püspöki székház és székesegyház, és ebben az időszakban számos szerzetesrend telepedett meg az egyházmegye területén. A 20. század első felének fellendülését a kommunista időszak törte meg. A rendszerváltás után indultak újra az egyházi iskolák, intézmények és jöttek létre a különböző szakpasztorációk.
Jelenlegi püspöke Marton Zsolt. 220 plébániáját nagyjából ugyanennyi pap látja el, de élen jár a világiak egyházi szolgálatokba való bevonásában is. Emellett 30 iskolát és számos más intézményt, illetve szakpasztorációt működtet.

## Terület
Az egyházmegye nagyjából az ország területének tizedét foglalja magában: Nógrád vármegyét, Pest vármegye Dunától keletre eső részét, valamint Heves és Jász-Nagykun-Szolnok vármegye kis részét, Salgótarjántól Szolnokig, Balassagyarmattól Dunaharasztiig.

## Történelem

### Az alapítástól a török hódoltságig
Történetírásunk Pauler Gyula óta elfogadja, hogy a váci egyházmegyét Szent István király (1000-1038) alapította a fejedelmi törzs Duna-Tisza közötti területére rendelve a püspökséget. Az alapítás mindenképpen 1009 után történt, mert az 1009-ből ránkmaradt oklevél szerint, amely a veszprémi püspökség határleírását tartalmazza, a váci püspökség későbbi területe még a veszprémi püspök hatáskörébe tartozott.
István 1080 körül készült nagyobb legendája az általa alapított püspökségek számát tízben adja meg, ami a váci egyházmegye Szent István-i alapítását támasztja alá. Ez lehetett azonban az utoljára alapított egyházmegyéje, mivel területét a szomszédos egyházmegyéktől elcsatolt fél-fél vármegyékből alakították ki, azaz Nógrád, Visegrád, Fejér, Csongrád és Szolnok egymással érintkező részeiből.
A Szűz Máriának szentelt székesegyházat I. Géza király (1074–1077) építtette, és rendelkezése szerint itt is temették el. A garamszentbenedeki apátság alapítólevele (1075) szerint az egyházmegye határai megegyeztek az 1993-ig érvényes határokkal. Szent László király (1077-1095) idejében már létezett a váci káptalan, amely később hiteles- és ítélkező hely lett (1135-1139). A középkorban az öt főesperesség közül az egyik a pesti volt, de a város 1401-ben IX. Bonifác pápa szerint már az esztergomi érsek joghatósága alá tartozott. 1241-ben a tatárok Vácot is feldúlták. A török megszállás előtti 450 templomos helynél a plébániák száma sokkal kevesebb, a legelterjedtebb a bencés (Mogyoród, Tereske) és a premontrei (Garáb, Nagykökényes, Jánoshida, Ócsa) szerzetesrend volt.

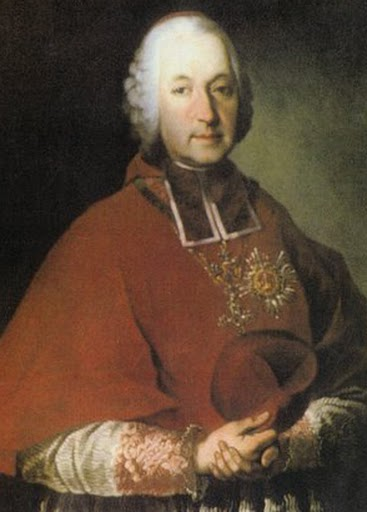
Migazzi Kristóf püspök portréja

### A török hódoltság és a 18. század
Az egyházmegye a hódoltság területére esett: püspökeit a török nem tűrte meg. Bár a falusi papok a helyükön maradhattak, pótlásuk a szentelő püspökök távolléte (Nagyszombat, Szepeskáptalan, Pozsony, Nyitra, Győr) miatt nem volt lehetséges. A lelkipásztori munkát 1658-tól a jezsuiták elűzése után a szécsényi és szegedi ferences végezték. 1649-től a nagyszombati Seminarium Generale váci egyházmegyei papnövendékeket is nevelt, megindult a plébániai rendszer helyreállításának több évszázados folyamata. Az egyházmegye török uralom (1544-1685) alóli felszabadulása után Pest hovatartozása vitatott volt, Mária Terézia királynő (1717-1780) az esztergomi egyházmegyéhez csatolta (1777). Fokozatosan nőtt a plébániák száma: 1773-ban 59, 1761-ben 82, 1785-ben 89 élt 80-nál több fíliával. A 18. század első felében kezdődött a püspöki birtok benépesítése. 1770-ben a székeskáptalan újra hiteleshely lett. 1720-ban történt a szeminárium kánoni alapítása, felépült a jelenlegi püspöki székház (1742-1772) és a székesegyház (1761-1772). A ferencesek Szolnokon (1686) és Vácott (1719), a domonkosok feloszlatásukig (1787) Pesten és Vácott (1699), a piaristák Vácott (1714, váci Váci Piarista) és Kecskeméten (1715, Piarista Iskola (Kecskemét)), a kapucinusok Hatvanban (1729) és Gödöllőn (1763), az irgalmas rendiek Vácott (1763) telepedtek le.

### 19-20. század
A 19. században erősen érződött a jozefinista szellem gátló hatása: bár a hívek száma 352 618-ról (1808) 600 389-re (1900) emelkedett, a plébániáké csak 108-ról 122-re növekedett. Fordulatot a 20. század hozott: számuk 1949-re a megújuló papnevelés hatására 252 lett.
Az Egyház 1945 utáni üldözésének Pétery József püspök (1942-1967) is áldozatul esett. Miként Mindszenty József hercegprímást 1948-ban, 1953-ban őt is letartóztatták, váci bántalmazása után per és ítélet nélkül haláláig Hejcén tartották fogva. A pártállam gyengülésével erősödhetett az egyházmegye hitélete püspökei és papjai szabadabbá váló lelkipásztori munkája nyomán. Felszámolásával pedig a hívek megszabadultak a vallásgyakorlatukat gátló megfélemlítéstől.

### A rendszerváltás után
1987-től építették fel az ifjúsági közösségi élet régiós szinten szerveződő rendszerét. A rendszerváltás után az egyházmegye fokozatosan visszakapta az egykor államosított épületeit, és elkezdődött az iskolarendszer kiépítése is. Újra megnyitotta kapuit a Borromei Szent Károlyról nevezett szeminárium. Több szerzetesrend is letelepedett, például a Lengyelországból érkező szalvatoriánusok Sződligeten és Galgahévízen.
II. János Pál pápa 1993. május 31-i Hungarorum gens kezdetű apostoli konstitúciója nyomán a lelkipásztori igényeknek megfelelően bekövetkezett egyházmegyei határrendezés után területe megváltozott. Keszthelyi Ferenc püspöksége alatt renoválták a szeminárium épületét, a székesegyházat és a nagypréposti palotát és a váci kálváriát, illetve megkezdte működését a Székesegyházi Kincstár és Egyházmegyei Gyűjtemény.
Folyamatosan indultak be a szakpasztorációk: 2004-ben a Váci Egyházmegye Kórházlelkészi Szolgálata, 2006-ban a drogpasztorációt szolgáló „Szegletkő” Gyermekotthon.
2005-ben Zsámbékról Vácra költözött az Apor Vilmos Katolikus Főiskola. 2005-ben Migazzi Kristóf, 2006-ban Báthori Miklós püspök emlékére rendezte emlékévet és konferenciát. Beer Miklós püspök 2012-ben egyházmegyei zsinatot hívott össze, mely 2015-ben zárult le.

### A püspöki székház

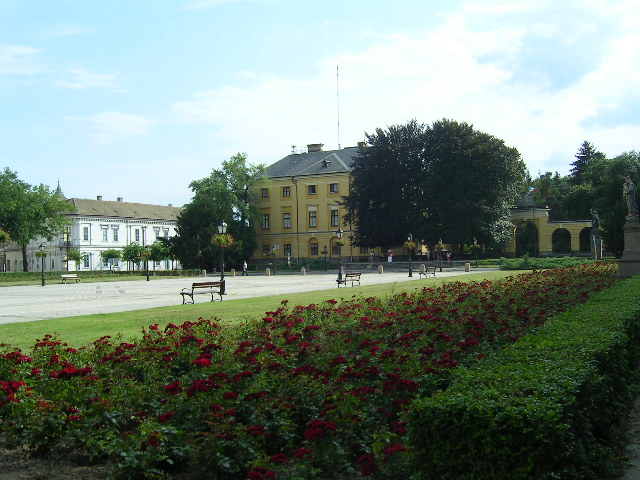
A püspöki palota (jobbra) és az egyházmegyei könyvtár és levéltár (balra) látképe a Konstantin tér felől

A püspöki palota az Árpád-korban a várbeli székesegyház előtt (a mai ferences templom helyének közelében) állt a székesegyházi iskolával és a kanonokok lakásaival együtt. A püspökök 500 éven át lakták. Sajbán kán tatárjai felégették. Báthori Miklós, Vác humanista püspöke (1474–1506) 30 évig lakta. A török uralom alatt a vár parancsnokainak szálláshelye volt. A felszabaduláskor rommá lett.
A második püspöki palota a mai Március 15. téren lévő Siketnéma Intézet középkori eredetű északi szárnyából épült ki. Kéry János (1681–1685), Balogh Miklós (1685–1689) után Dvornikovich Mihály (1689–1705) és Kollonich Zsigmond (1708–1716) püspök 8-8 éven át lakta az épületet.
Althann Mihály Frigyes püspök (1718–1734) új székház építését határozta el az egykori várfalak északi tövében. Az elkészült kettős pince fölé 50 év múlva gróf Migazzi Kristóf Antal püspök, bíboros (1756–1757, 1762–1786) építtette fel a palotát Meissl Frigyes bécsi építész tervei szerint (1762–1771) váci iparosok munkájával. Berendezéséről Splényi Ferenc püspök (1787-1795) számbavételezése (1787) tájékoztat. Eredetileg Eszterházy Károly püspök (1759–1762) nagyvonalú elgondolása szerint Franz Anton Pilgram osztrák építész főhomlokzatával a székesegyházra néző palotát tervezett.
A jelenlegi székház homlokzata keleti helyett déli fekvésű, hogy a termeket beragyogja a napfény. A székesegyház terére az egyik oldalhomlokzata fordul, folytatásában a kert Migazzi-címeres díszkapujával. Berendezését gróf Csáky Károly Emmánuel püspök (1900–1919) tovább gazdagította. 1951-től a II. emeleten és az I. emelet felében idős szerzetesnővérek szociális otthona volt. Keszthelyi Ferenc püspök (1992–2003) a palota belső terének eredeti kialakítását helyreállíttatta. 2004-ben a papi szeminárium átköltözött ide a Konstantin téri épületből.

## Szervezet

### Az egyházmegyében szolgálatot teljesítő püspökök
| Fénykép | Név, beosztás                          | Születési helye, ideje                | Kinevezés dátuma |
| ------- | -------------------------------------- | ------------------------------------- | --- |
|         | Marton Zsolt megyés püspök             | Budapest, 1966. március 26. (59 éves) | váci püspök: 2019. július 12. |
|         | Varga Lajos segédpüspök                | Budapest, 1950. december 5. (74 éves) | váci segédpüspök: 2006. május 27. |
|         | Beer Miklós nyugalmazott megyés püspök | Budapest, 1943. június 1. (82 éves)   | esztergom-budapesti segédpüspöknek kinevezve: 2000. április 8. váci megyés püspök: 2003. május 27. Nyugállományban: 2019. július 12. |

### Területi beosztás
- Nógrádi főesperesség
  - Érsekvadkerti esperesi kerület
  - Salgótarjáni esperesi kerület
  - Szécsényi esperesi kerület
- Szolnoki főesperesség
  - Dabasi esperesi kerület
  - Nagykátai esperesi kerület
  - Szolnoki esperesi kerület
- Vác-székesegyházi főesperesség
  - Gödöllői esperesi kerület
  - Hatvani esperesi kerület
  - Pásztói esperesi kerület
  - Váci esperesi kerület[2]

### Egyházközségek, papság
Az egyházmegye a területén fekvő minden településen rendelkezik templommal, egyházközséggel; ez összesen 220 plébániát jelent (2014; 1999-ben még 225 volt). 2014-ben összesen 221 pap teljesített szolgálatot (1999-ben 228), közülük 178 egyházmegyés és 43 szerzetes. 2003 és 2018 között a papok száma negyedével, a kispapoké felével csökkent.
Ezt ellensúlyozandó Beer Miklós püspöksége alatt megkezdődött az elkötelezett világiak képzése egyes egyházi szolgálatok ellátására, akikre a hazai egyházmegyék közül az egyik legnagyobb arányban építenek: számos világit szentelt állandó diakónussá (1990 és 2014 között számuk 2-ről 32-re nőtt), illetve avatott akolitussá, lektorrá. Mivel egy papra gyakran már hat-hét falu jut, a helyi közösségek vezetését az egyházmegye által kidolgozott kétéves képzést elvégző, akolitussá avatott világi hívekre bízzák, akik főállású munkájuk, gyakran családjuk mellett vállalkoznak a feladatra, 2013-ig több mint 150-en. 2018-ban mintegy 30 állandó diakónus és csaknem 200 akolitus szolgált az egyházmegyében.
Az egyházmegyének 2018-ban 11 papnövendéke volt, és két papot szenteltek. A kispapok egy előkészítő év után az Egri Hittudományi Főiskola és Érseki Papnevelő Intézetben folytatják tanulmányaikat.

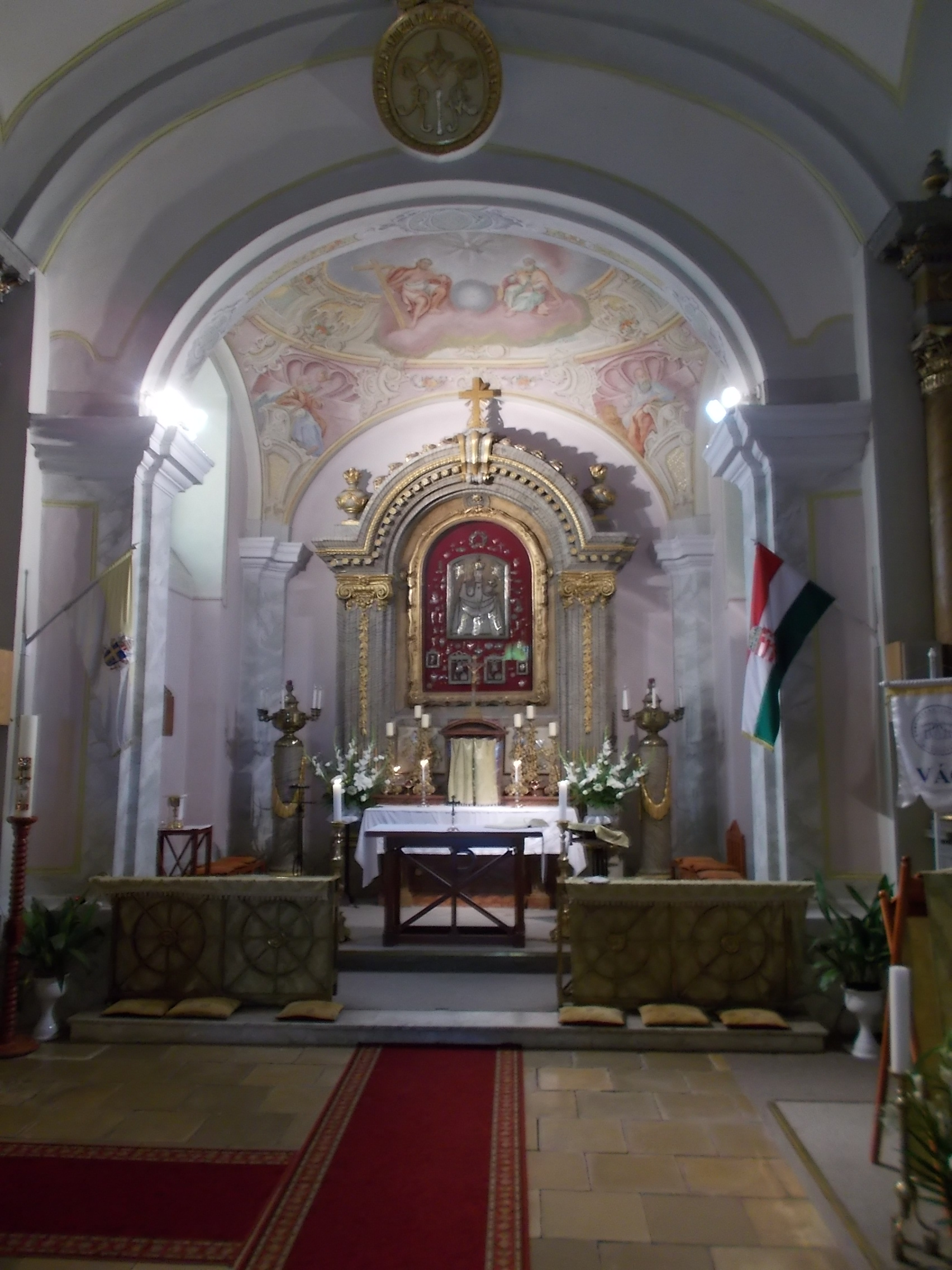
A Hétkápolna búcsújáróhely főoltára

## Tevékenységek

### Hitélet
Az egyházmegyében számos lelkiségi mozgalom, kezdeményezés működik, például a Cursillo, a Fokoláre mozgalom, a Katolikus karizmatikus megújulás mozgalom és a cserkészet. Innen, Dunakesziről indult a Szentjánosbogár közösség.
A váci alsóvárosi plébániához tartozó Hétkápolna híres búcsújáró hely.

### Intézmények

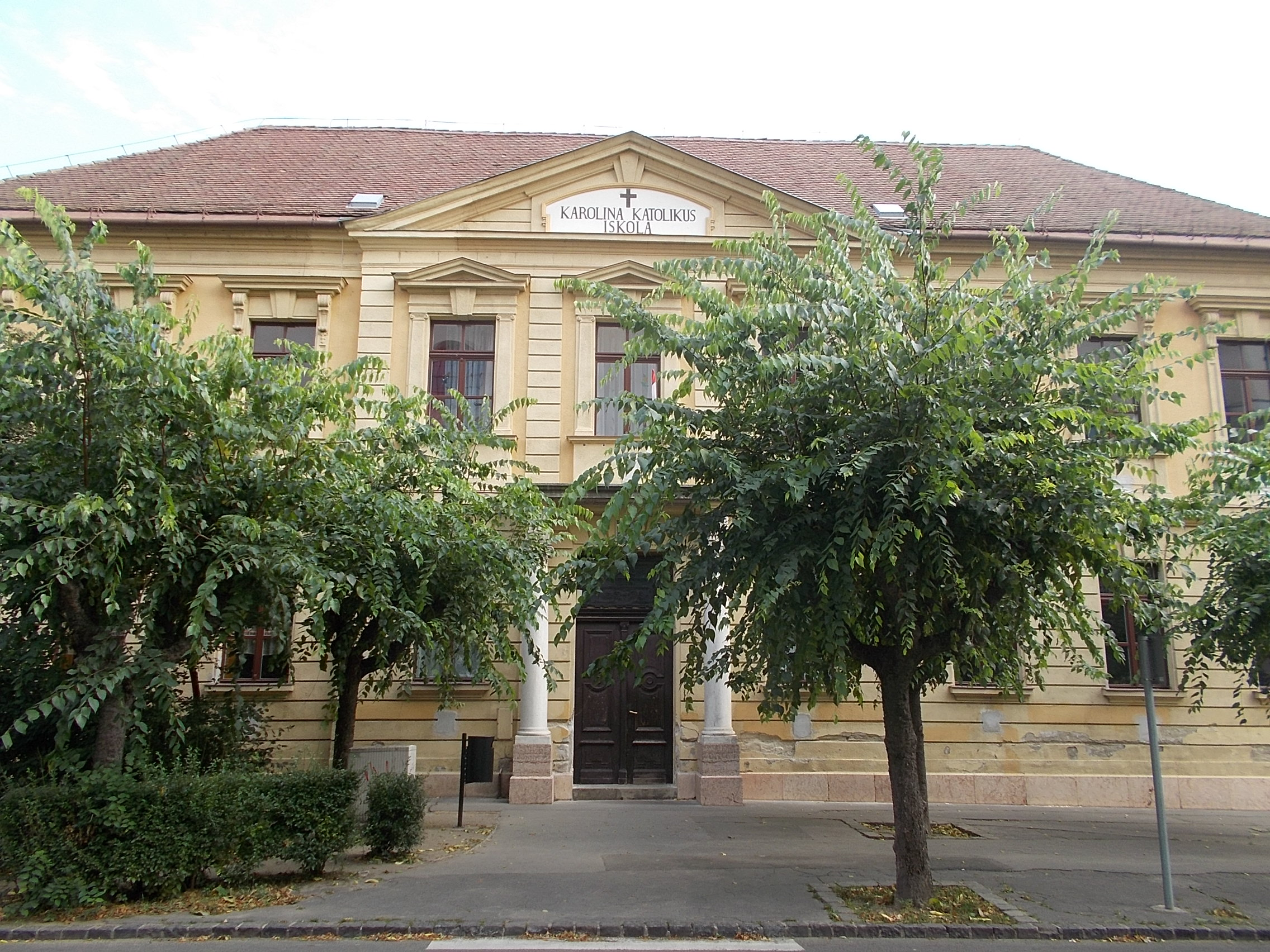
A váci Karolina általános iskola épülete

Az egyházmegyének jelenleg két felsőoktatási intézménye van: az Apor Vilmos Katolikus Főiskola (korábban ez volt a zsámbéki tanítóképző) és a Borromei Szent Károlyról nevezett Hittudományi Főiskola és Szeminárium (mindkét intézmény Vácon található). Az Egyházmegyei Katolikus Iskolák Főhatósága (EKIF) fenntartásában harminc oktatási, nevelési intézmény – óvoda, általános iskola, gimnázium, szakiskola – működik, melyekbe 2018 májusában 9211 gyermek járt.
A szociális és gyermekvédelmi intézmények fenntartója 2014 óta a Váci Egyházmegye Szamaritánus Szolgálat Intézményfenntartó Központ, melynek fenntartása alatt a következő intézmények működnek:
- „Otthon” Szociális Szolgáltató Nevelőszülői és Helyettes Szülői Hálózat, Budapest
- „Szegletkő” Gyermekotthon, Alsónémedi
- „Szent Anna” Katolikus Családi Napközi Hálózat, Buják
- „Szentjánosbogár” Katolikus Családi Napközi Hálózat, Kakucs
- „Boldog Ceferino” Katolikus Családi Napközi Hálózat, Gyömrő
- Váci Egyházmegye Nagymarosi Támogató és Otthonápolási Szolgálat, Nagymaros
- „Szent József” Idősek Klubja, Gyál[20]

Az egyházmegyében egyházmegyei könyvtár, püspöki levéltár, kincstár és gyűjtemény, egyházmegyei történeti bizottság, egyházmegyei múzeum, egyházmegyei katolikus televízió és egyházmegyei közösségi ház is működik.

### Szakpasztorációk
A családok négy-öt családból álló, egymást támogató családközösségekbe tömörülnek.
Az ifjúsági közösségi életet az 1987-től kezdődően felépített rendszerben hét – a térség folyóiról (Tápió, Tisza, Galga, Ipoly, Zagyva, Észak-Duna, Dél-Duna) elnevezett, a folyópartok nyomán „mentének” nevezett – régióban szervezik, a plébániai közösségeket összefogva, az egyházmegye ifjúsági irodájának koordinálásában. Az egyes régiók számára félévente kétszer szerveznek találkozási alkalmat, nyaranta pedig tábort, a fiatalok önkéntes munkájára alapozva. Az ifjúsági lelkészség Budapesten, a Párbeszéd Házában is működtet közösségi teret Mentepont néven. A fiatalok számára sporteseményeket (pl. péntek esti pingpong), táncházat szerveznek.
A Váci Egyházmegye Kórházlelkészi Szolgálata az egyházmegye területén lévő összes kórházban (Nagykőrös kivételével) kórházi, illetve klinikai lelkigondozók és beteglátogató önkéntesek szolgálatán keresztül áll a betegek, hozzátartozóik és az ott dolgozók rendelkezésére.
A drogpasztoráció területén az Alsónémediben működő „Szegletkő” Gyermekotthon tevékenykedik, melyet az egyházmegye 2006-ban hozott létre.
Az egyházmegye cigánypasztorációs irodát működtet, családi napközi-hálózatot épített ki, és különböző programokkal segíti a gazdálkodást. A gyömrői Ceferino Házban cigánypasztorációs központ működik.
A börtönpasztorációt a Mécses Szeretetszolgálat Magyar Börtönpasztorációs Társaság végzi.